# Larry Craig
Pour les articles homonymes, voir Craig.
Larry Edwin Craig, né le 20 juillet 1945 à Council (Idaho), est un homme politique américain, membre du Parti républicain, ancien représentant puis sénateur de l'Idaho au Congrès des États-Unis de 1991 à 2009.

## Origine, famille et études
Fils de Dorothy Lenore et Elvin Oren Craig, Larry Craig est né le 20 juillet 1945 à Council dans l'Idaho et a grandi dans une propriété terrienne près de Midvale dans le comté de Washington. 
En 1969, il est diplômé en sciences politiques de l'Université de l'Utah et poursuit des études supérieures à l'université George Washington. 
En 1971, il revient à Midvale gérer le ranch familial et effectue son service militaire dans la garde nationale de l'Idaho jusqu'en 1972.
Marié, il adopte les trois enfants que son épouse avait eu d'un précédent mariage. 
Depuis 1983, il est membre de la National Rifle Association, le lobby des armes à feu.

## Carrière politique
En 1974, Larry Craig est élu au Sénat de l'Idaho. Il est réélu en 1976 et 1978. 
De 1981 à 1991, il est représentant républicain de la 1re circonscription de l'Idaho à la Chambre des représentants des États-Unis. Il est réélu à 4 reprises. 
En 1990, il est élu au siège de sénateur de l'Idaho au Congrès des États-Unis avec 57 % des voix. Il est réélu en 1996 avec 57 % des suffrages et en 2002 avec 65 % des voix. 
Au Sénat, il fut longtemps un ardent partisan de la maitrise des dépenses publiques et défenseur d'un amendement constitutionnel interdisant les déficits budgétaires. 
En 2005, il suggère sans succès que les quartiers inondés de La Nouvelle-Orléans durant l'ouragan Katrina soient abandonnés et déclarés non constructibles.
En décembre 2005, il fait partie des sénateurs centristes qui négocient le prolongement de l'USA PATRIOT Act avec la Maison-Blanche. 
Craig est catalogué par les associations politiques américaines comme un conservateur sur les questions de société, partisan de simplifier les procédures d'adoption ou de l'amendement constitutionnel interdisant le mariage homosexuel. En 2006, il se prononce néanmoins pour le droit des États à proposer des unions civiles pour les personnes de même sexe tout en prônant le bannissement de ce genre d'union lors des consultations référendaires.

## Scandale
En août 2007, il est accusé de conduite douteuse dans les toilettes de l'aéroport international de Minneapolis-Saint-Paul (faits intervenus le 11 juin 2007) pour avoir, selon le Washington Post, essayé d'avoir un contact physique avec un policier. Larry Craig déclara lors d'une conférence de presse qu'il n'était pas homosexuel et que la seule erreur qu'il avait commise était d'avoir plaidé coupable à la suite de l'accusation faite contre lui. Il avait été condamné à plus de 500 dollars d'amende et d'honoraires et obtenu la suspension d'une condamnation à 10 jours de prison.
Larry Craig, qui avait été l'un des pourfendeurs de Bill Clinton lors du scandale Monica Lewinsky, et qualifié le président d'alors de « mauvais garçon » pour cette relation sexuelle hors mariage, est l'objet de rumeurs sur sa sexualité depuis les années 1980, mais elles n'ont jamais été prouvées.
Le 1er septembre 2007, il annonce dans un premier temps lors d'une conférence de presse à Boise, Idaho, qu'il démissionnera de son poste de sénateur de cet État mais revient ensuite sur sa décision. Il n'est pas candidat à sa réélection en novembre 2008.